# Couto de Cima
 (avril 2019).
Si vous disposez d'ouvrages ou d'articles de référence ou si vous connaissez des sites web de qualité traitant du thème abordé ici, merci de compléter l'article en donnant les références utiles à sa vérifiabilité et en les liant à la section « Notes et références ».
Couto de Cima est une freguesia de la municipalité de Viseu (Portugal). Sa superficie est de 13,02 km2 et sa population de 851 habitants en 2011 (densité : 65,4 hab/km2).

## Histoire
Les villages de Couto de Cima, São Cosmado, Portela, Masgalos, Lobagueira, Carvalhais e Goduxo font partie de l'ancienne paroisse de Couto de Cima. Ils Constituent ensemble avec la paroisse de Couto de Baixo, les coutos de Santa Eulália. C’était le siège d’une paroisse éteinte (agglomérée), dans le cadre d'une réforme administrative nationale, ayant été ajouté à la liste de Couto de Baixo, pour former une nouvelle paroisse nommée União das Freguesias de Couto de Baixo et Couto de Cima. Cette dénomination a été officiellement modifiée en  Coutos de Viseu en 2015.

## Population
| 1864 | 1878  | 1890 | 1900 | 1911 | 1920 | 1930 | 1940  | 1950  | 1960  | 1970 | 1981 | 1991 | 2001 | 2011 |
| 892  | 1 039 | 977  | 927  | 909  | 967  | 997  | 1 007 | 1 059 | 1 045 | 911  | 951  | 946  | 886  | 851  |

## Patrimoine
- Anta do Repilau (dolmen)
- Anta de Lameira do Fojo